# Potros de Barinas Fútbol Club
Los Potros de Barinas Fútbol Club fue un club de Fútbol que se hace de local en la ciudad de Barinas y milita en la Segunda División de Venezuela. Juega sus partidos como local en el estadio Reinaldo Melo.

## Historia
Comenzó su participación en los torneos federados, jugando en el Torneo Nivelación de la temporada 2012/13 de la Tercera División. Son alineados en el Grupo Centro Occidental. Terminan quintos, tras acumular 7 puntos, producto de una victoria de visitante ante el  Atlético Socopó, y cuatro empates; con una diferencia de -7.
Para la temporada 2013/14 juegan en el grupo Occidental II
, junto a Atlético Turen, Lanceros de Zamora y la Academia Guanare, jugando 6 partidos contra sus rivales, y cuatro intergrupales con los rivales del grupo Occidental III: Atlético Socopó, UA Zamora, UA Alto Apure, y FA San Camilo. Debutando con victoria fue ante el equipo granero del Atlético Turén con marcador de 2 por 1, y logran ganar el grupo, tras obtener 5 victorias y 2 empates. Acumulando 18 goles a favor y recibiendo apenas 8.. Esto les permite disputar por vez primera, el Torneo de Promoción y Permanencia a la Segunda División, quedando encuadrado en el Grupo Central, siendo la primera vez en la corta historia que al equipo “equino” le toca jugar junto a 7 rivales.
Para la Temporada 2014/15 el equipo tuvo un buen desempeño alcanzando el tercer lugar de su grupo con 24 puntos consiguiendo así su clasificación para el Torneo de Promoción y Permanencia donde buscaría su ascenso a la Segunda División.
Para el segundo semestre de la Temporada Potros participó en el Torneo de Promoción y Permanencia donde logró 25 puntos en 14 jornadas quedando de 2° lugar en el grupo Centro-Occidental solo por detrás del Deportivo JBL del Zulia consiguiendo así su ascenso a la Categoría de Plata
Para el año 2015 el equipo dirá presente en el Torneo de Adecuación donde buscará el ascenso a la máxima categoría del fútbol venezolano.

### Historial en liga y copa
| Temporada | División | División                | Grupo             | Posición | JJ | JG | JE | JP | GF | GC | Pts | Copa    | Nota                        |
| --------- | -------- | ----------------------- | ----------------- | -------- | -- | -- | -- | -- | -- | -- | --- | ------- | --------------------------- |
| 2012-13   | No jugó  |                         |                   |          |    |    |    |    |    |    |     | No jugó |                             |
| 2012-13   | Tercera  | Nivelación              | Centro Occidental | 5/6      | 9  | 1  | 4  | 4  | 11 | 18 | 7   |         | Ascendió a Tercera          |
| 2013-14   | Tercera  | Clasificatorio          | Occidental II     | 1/4      | 10 | 5  | 2  | 3  | 18 | 8  | 17  | No jugó |                             |
| 2013-14   | Tercera  | Promoción y Permanencia | Central           | 7/8      | 14 | 4  | 3  | 7  | 17 | 20 | 15  |         | Permaneció en Tercera       |
| 2014-15   | Tercera  | Clasificatorio          | Occidental II     | 3/8      | 14 | 7  | 3  | 4  | 28 | 19 | 24  | No jugó |                             |
| 2014-15   | Tercera  | Promoción y Permanencia | Occidental        | 2/8      | 14 | 7  | 4  | 3  | 21 | 15 | 25  |         | Ascendió a Segunda División |

## Datos del club
- Temporadas en 1.ª División: 0
- Temporadas en 2.ª División: 2 (Adecuación 2015, 2016)
- Temporadas en 3.ª División: 3 (2012-13, 2013-14, 2014-15)